# Schönbrunn (Bischofswerda)
Schönbrunn (hornolužickosrbsky Šumborn) je vesnice, místní část velkého okresního města Bischofswerda v německé spolkové zemi Sasko. Nachází se v zemském okrese Budyšín v Horní Lužici a má 414 obyvatel.

## Historie
Schönbrunn byl založen ve středověku jako lesní lánová ves. První písemná zmínka pochází z doby kolem roku 1400, kdy je ves zmíněna jako Schonebornynne. Obec Schönbrunn byla vytvořena roku 1935 spojením do té doby samostatných obcí Schönbrunn Meißner Seite a Schönbrunn Oberlausitzer Seite, včetně vsí Neuschönbrunn a Kynitzsch. Celá obec se roku 1994 připojila k Bischofswerdě.

## Geografie
Schönbrunn leží severovýchodně od jádra Bischofswerdy. Vsí protéká potok Schönbrunner Wasser a západním směrem se nachází vrch Butterberg (384 m) s rozhlednou a restaurací na vrcholu. Západně od Schönbrunnu prochází železniční trať Kamenz–Bischofswerda, na které byl roku 1997 zastaven provoz a následně byly v roce 2004 sneseny koleje.